# Manuel García Prieto
Manuel García Prieto, I Marquês de Al Hoceima, Grande de Espanha (Astorga, 1859 — São Sebastião, 1938) foi um político da Espanha. Ocupou o lugar de presidente do governo de Espanha.